# Ateleta
Ateleta est une commune italienne d'environ 1 200 habitants (2010), située dans la province de L'Aquila, dans la région Abruzzes, en Italie méridionale.

## Administration
| Période                                  | Période  | Identité           | Étiquette | Qualité |
| ---------------------------------------- | -------- | ------------------ | --------- | ------- |
| 5 avril 2005                             | En cours | Giacinto Donatelli |           |         |
| Les données manquantes sont à compléter. |          |                    |           |         |

### Hameaux
Carceri Alte, Carceri Basse, Colli, Sant'Elena 

### Communes limitrophes
Castel del Giudice (IS), Gamberale (CH), Palena (CH), Pescocostanzo, Roccaraso, San Pietro Avellana (IS)